# Nickel Ashmeade
Nickel Ashmeade (Ocho Rios, 7 april 1990) is een Jamaicaanse sprinter, die vooral in estafetteverband successen boekte. Zo veroverde hij onder meer een olympische titel, twee wereldtitels en een Gemenebesttitel op de 4 x 100 m. 

## Biografie

### Jeugd
In 2006 nam Ashmeade deel aan de Centraal-Amerikaanse en Caribische kampioenschappen voor B-junioren. Op de 100 m behaalde hij een gouden en op de 200 m een zilveren medaille. Op de 4 x 100 m estafette veroverde hij met het Jamaicaanse estafetteteam een gouden medaille. Een jaar later won hij op het WK voor B-junioren in Ostrava een zilveren medaille op de 100 m en een bronzen medaille op de 200 m. Bij de wereldjuniorenkampioenschappen van 2008 veroverde hij een zilveren medaille op de 200 m. Op deze afstand werd hij alleen verslagen door Christophe Lemaitre uit Frankrijk.

### Senioren
Op de wereldkampioenschappen van 2013 in Moskou werd Ashmeade vijfde op de 100 m (in 9,98 s). Op de 200 m werd hij vierde in een tijd van 20,05. Samen met Usain Bolt, Kemar Bailey-Cole en Nesta Carter liep Ashmeade op de 4 x 100 m estafette vervolgens naar de wereldtitel.
In 2014 vond in Nassau op de Bahama's de eerste editie plaats van de IAAF World Relays, de officieuze wereldkampioenschappen estafettes, een jaarlijks terugkerend kampioenschap waarin een vijftal estafetteonderdelen op het programma staan. Nickel Ashmeade maakte er deel uit van twee Jamaicaanse estafetteteams en in beide gevallen leverde dit hem een gouden medaille op. Op de 4 x 100 m estafette vormde hij een team dat verder bestond uit Nesta Carter, Julian Forte en Yohan Blake. De Jamaicanen wonnen in 37,77. Vervolgens was hij eveneens succesvol op de 4 x 200 m estafette. Samen met Yohan Blake, Warren Weir en Jermaine Brown snelde hij op dit onderdeel naar 1.18,63, wat niet alleen goud opleverde, maar bovendien een verbetering was van het wereldrecord van 1.18,68 uit 1994, dat op naam stond van een Amerikaanse ploeg met daarin onder andere Carl Lewis.
Tijdens de WK van 2015 strandde Ashmeade in de halve finales van de 100 m. Hij kwam op de 200 m tot de finale, waarin hij laatste werd in 20,33. Samen met Nesta Carter, Asafa Powell en Usain Bolt won hij wel de 4 x 100 m estafette in 37,36. 
Ashmeade werd in 2016 tweede bij de Jamaicaanse Trials op zowel de 100 als de 200 m. Dit hield in dat hij op die afstanden mocht deelnemen aan de Olympische Spelen. Op beide onderdelen strandde hij echter in de halve finales. Op de 100 m was 10,03 niet genoeg en met 20,31 s kwam hij ook tekort op de 200 m. Vervolgens bracht opnieuw de 4 x 100 m estafette hem het beste resultaat. Samen met zijn Jamaicaanse teamgenoten Asafa Powell, Yohan Blake en Usain Bolt liep hij in Rio de Janeiro naar het goud in 37,26.

## Titels
- Olympisch kampioen 4 x 100 m - 2016
- Wereldkampioen 4 x 100 m - 2013, 2015
- World Relays kampioen 4 x 100 m - 2014
- World Relays kampioen 4 x 200 m - 2014, 2015
- Gemenebestkampioen 4 x 100 m - 2014
- Centraal-Amerikaans en Caribisch kampioen 200 m - 2009
- Jamaicaans kampioen 100 m - 2014
- Jamaicaans kampioen 200 m - 2011, 2015
- Centraal-Amerikaans en Caribisch B-juniorenkampioen 100 m - 2006
- Centraal-Amerikaans en Caribisch B-juniorenkampioen 4 x 100 m - 2006

## Persoonlijke records
Outdoor
| Onderdeel | Prestatie          | Datum            | Plaats  |
| --------- | ------------------ | ---------------- | ------- |
| 100 m     | 9,90 s (+0,4 m/s)  | 11 augustus 2013 | Moskou  |
| 200 m     | 19,85 s (+0,0 m/s) | 30 augustus 2012 | Zürich  |
| 400 m     | 47,19 s            | 24 maart 2012    | Orlando |

Indoor
| Onderdeel | Prestatie | Datum           | Plaats |
| --------- | --------- | --------------- | ------ |
| 60 m      | 6,62 s    | 8 februari 2014 | Boston |

## Palmares

### 100 m
Kampioenschappen
- 2006:  Centraal-Amerikaanse en Caribische B-juniorenkamp. - 10,60 s
- 2007:  WK voor B-junioren te Ostrava - 10,54 s
- 2013: 5e WK - 9,98 s (in ½ fin. 9,90 s)
- 2014:  Gemenebestspelen - 10,12 s
- 2015: 6e in ½ fin. WK - 10,06 s
- 2016: 5e in ½ fin. OS - 10,05 s

Diamond League-podiumplekken
- 2012:  Prefontaine Classic – 9,93 s
- 2013:  Weltklasse Zürich – 9,94 s
- 2014:  Glasgow Grand Prix – 9,97 s

### 200 m
Kampioenschappen
- 2006:  Centraal-Amerikaanse en Caribische B-juniorenkamp. - 21,30 s
- 2007:  WK voor B-junioren - 20,76 s
- 2008:  WJK te Bydgoszcz - 20,84 s
- 2009:  Centraal-Amerikaanse en Caribische kamp. - 20,54 s
- 2011: 5e WK - 20,29 s
- 2013: 4e WK - 20,05 s (in ½ fin. 20,00 s)
- 2015: 8e WK - 20,33 s
- 2016: 4e in ½ fin. OS - 20,31 s (in serie 20,15 s)

Diamond League-podiumplekken
- 2011:  Memorial Van Damme – 19,91 s
- 2012:  Adidas Grand Prix – 19,94 s
- 2012:  Herculis – 20,02 s
- 2012:  Athletissima – 19,94 s
- 2012:  Birmingham Grand Prix – 20,12 s
- 2012:  Weltklasse Zürich – 19,85 s
- 2013:  Prefontaine Classic – 20,14 s
- 2013:  Memorial Van Damme – 19,93 s
- 2014:  Qatar Athletic Super Grand Prix – 20,13 s
- 2014:  Adidas Grand Prix – 19,95 s
- 2014:  Athletissima – 20,06 s
- 2014:  Herculis – 19,99 s
- 2014:  Birmingham Grand Prix - 20,33 s
- 2014:  Weltklasse Zürich - 20,01 s

### 4 x 100 m
- 2006:  Centraal-Amerikaanse en Caribische B-juniorenkamp. - 40,83 s
- 2008:  WJK - 39,25 s
- 2009:  Pan-Amerikaanse jeugd kamp. - 40,06 s
- 2013:  WK - 37,36 s
- 2014:  World Relays - 37,77 s
- 2014:  Gemenebestspelen - 37,58 s
- 2015:  WK - 37,36 s
- 2015:  World Relays - 37,68 s
- 2016:  OS - 37,27 s

### 4 x 200 m
- 2014:  World Relays - 1.18,63 (WR)
- 2015:  World Relays - 1.20,97

### 4 x 400 m
- 2008: 4e WJK - 3.08,58

### Zweedse estafette
- 2007:  WK junioren B - 1.52,18

1912: Jacobs, Macintosh, d'Arcy, Applegarth ·
1920: Paddock, Scholz, Murchison, Kirksey ·
1924: Clarke, Hussey, Leconey, Murchison ·
1928: Wykoff, Quinn, Borah, Russell ·
1932: Kiesel, Toppino, Dyer, Wykoff ·
1936: Owens, Metcalfe, Draper, Wykoff ·
1948: Ewell, Wright, Dillard, Patton ·
1952: Smith, Dillard, Remigino, Stanfield ·
1956: Murchison, King, Baker, Morrow ·
1960: Cullmann, Hary, Mahlendorf, Lauer ·
1964: Drayton, Ashworth, Stebbins, Hayes ·
1968: Greene, Pender, Smith, Hines ·
1972: Black, Taylor, Tinker, Hart ·
1976: Glance, Jones, Hampton, Riddick ·
1980: Moeravjov, Sidorov, Prokofjev, Aksinin ·
1984: Graddy, Brown, Smith, Lewis ·
1988: Bryzgin, Krylov, Moeravjov, Savin ·
1992: Marsh, Burrell, Mitchell, Lewis ·
1996: Esmie, Gilbert, Surin, Bailey ·
2000: Drummond, Williams, Lewis, Greene ·
2004: Gardener, Campbell, Devonish, Lewis-Francis ·
2008: Bledman, Burns, Callender, Thompson ·
2012: Carter, Frater, Blake, Bolt ·
2016: Powell, Blake, Ashmeade, Bolt ·
2020: Desalu, Jacobs, Patta, Tortu ·
2024: Brown, Blake, Rodney, De Grasse
1983 King, Gault, Smith, Lewis ·
1987 McRae, McNeill, Glance, Lewis ·
1991 Cason, Burrell, Mitchell, Lewis ·
1993 Drummond, Cason, Mitchell, Burrell ·
1995 Esmie, Gilbert, Surin, Bailey ·
1997 Esmie, Gilbert, Surin, Bailey ·
1999 Drummond, Montgomery, Lewis, Greene ·
2001 Nagel, du Plessis, Newton, Quinn ·
2003 Capel, Williams, Patton, Johnson ·
2005 Doucouré, Pognon, De Lépine, Dovy ·
2007 Patton, Spearmon, Gay, Dixon ·
2009 Mullings, Frater, Bolt, Powell ·
2011 Carter, Frater, Blake, Bolt ·
2013 Carter, Bailey-Cole, Ashmeade, Bolt ·
2015 Carter, Powell, Ashmeade, Bolt ·
2017 Ujah, Gemili, Talbot, Mitchell-Blake ·
2019 Coleman, Gatlin, Rodgers, Lyles ·
2022 Brown, Blake, Rodney, De Grasse ·
2023 Coleman, Kerley, Carnes, Lyles